# Ayzac-Ost
Ayzac-Ost è un comune francese di 413 abitanti situato nel dipartimento degli Alti Pirenei nella regione dell'Occitania.

## Società

### Evoluzione demografica
Abitanti censiti